# Ојат
Ојат (рус. Оять) река је на северозападу европског дела Руске Федерације. Протиче преко територија Бабајевског рејона на северозападу Вологодске и Лодејнопољског и Волховског рејона на истоку Лењинградске области. Лева је притока реке Свир у коју се улива недалеко од њеног ушћа (код села Александровшчина) у језеро Ладога, и део је басена језера Ладоге и реке Неве (све у басену Балтичког мора).
Река Ојат свој ток започиње као отока језера Чајм у централним деловима Вепског побрђа. Укупна дужина водотока је 266 km, док је површина сливног подручја 5.220 km². Просечан проток воде на 39 km узводно од ушћа је 51,8 m³/s.
У горњем делу тока Ојат има карактеристике већег потока ширине корита до максималних 10 метара и дубине до 1 метра, док се у доњем делу тока њено корито знатно шири, а обале постају доста ниже.